# Auslandsreisen von Papst Johannes Paul II.
Johannes Paul II. hat in seiner Amtszeit 104 Auslandsreisen unternommen, mehr als jeder andere Papst. In der folgenden Übersicht sind Reisen nach Italien, die naturgemäß regelmäßig stattfanden, nicht berücksichtigt.

## Übersicht nach Ländern

Länder, die von Johannes Paul II. besucht worden sind

Papst Johannes Paul II. hat auf 104 Auslandsreisen insgesamt 127 Länder besucht:
- neun Reisen nach Polen;
- acht Reisen nach Frankreich (einschließlich einer Reise nach Réunion);
- sieben Reisen in die USA (einschließlich zweier Zwischenlandungen in Alaska, nicht mitgezählt die Reise nach Puerto Rico);
- je fünf Reisen nach Mexiko und Spanien;
- je vier Reisen nach Brasilien, Portugal und in die Schweiz;
- je drei Reisen nach Elfenbeinküste, Deutschland, in die Dominikanische Republik, nach El Salvador, Guatemala, Kanada, Kenia, Kroatien, Malta, Österreich und in die Tschechoslowakei bzw. nach Tschechien (außerdem zwei Reisen in die Slowakei);
- je zwei Reisen nach Argentinien, Australien, Belgien, Benin, Bosnien und Herzegowina, Burkina Faso, Indien, Kamerun, Nicaragua, auf die Niederländischen Antillen (Curaçao), Nigeria, Papua-Neuguinea, Peru, auf die Philippinen, nach Südkorea, in die Slowakei (außerdem drei Reisen in die Tschechoslowakei bzw. nach Tschechien), nach Slowenien, Ungarn, Uruguay, Venezuela, Zaire;
- je eine Reise nach Ägypten (Berg Sinai), Albanien, Angola, Äquatorialguinea, Armenien, Aserbaidschan, auf die Bahamas, nach Bangladesch, Belize, Bolivien, Botswana, Bulgarien, Burundi, Chile, Costa Rica, Dänemark, Ecuador, Estland, Fidschi, Finnland, Gabun, Gambia, Georgien, Ghana, Griechenland, Guinea, Guinea-Bissau, Haiti, Honduras, Indonesien, Irland, Island, Israel (einschließlich Westjordanland), Jamaika, Japan, Jordanien, auf die Kap Verde, nach Kasachstan, Kolumbien, in den Kongo, nach Kuba, Lesotho, Lettland, in den Libanon, nach Liechtenstein, Litauen, Luxemburg, Madagaskar, Malawi, Mali, Mauritius, Marokko, Mosambik, in die Niederlande, nach Neuseeland, Norwegen, Osttimor (zu der Zeit von Indonesien besetzt), Pakistan, Panama, Paraguay, Puerto Rico (dazu sieben Reisen in die übrigen USA), Südafrika, Rumänien, Ruanda, Sambia, San Marino, São Tomé und Príncipe, in den Senegal, auf die Seychellen, nach Singapur, auf die Salomonen, nach Simbabwe, Sri Lanka, St. Lucia, in den Sudan, nach Swasiland, Schweden, Syrien, Tansania, Thailand, Togo, Trinidad und Tobago, in den Tschad, nach Tunesien, in die Türkei, nach Uganda, in die Ukraine, in das Vereinigte Königreich und in die Zentralafrikanische Republik.
- Nicht besuchte Länder mit mehr als zehn Millionen Einwohnern (in absteigender Reihenfolge nach Einwohnerzahl): Volksrepublik China, Russland, Vietnam, Äthiopien, Iran, Myanmar, Algerien, Afghanistan, Nepal, Usbekistan, Saudi-Arabien, Irak, Malaysia, Nordkorea, Taiwan, Jemen, Kambodscha, Niger, Serbien und Montenegro und Belarus.

## Chronologische Übersicht

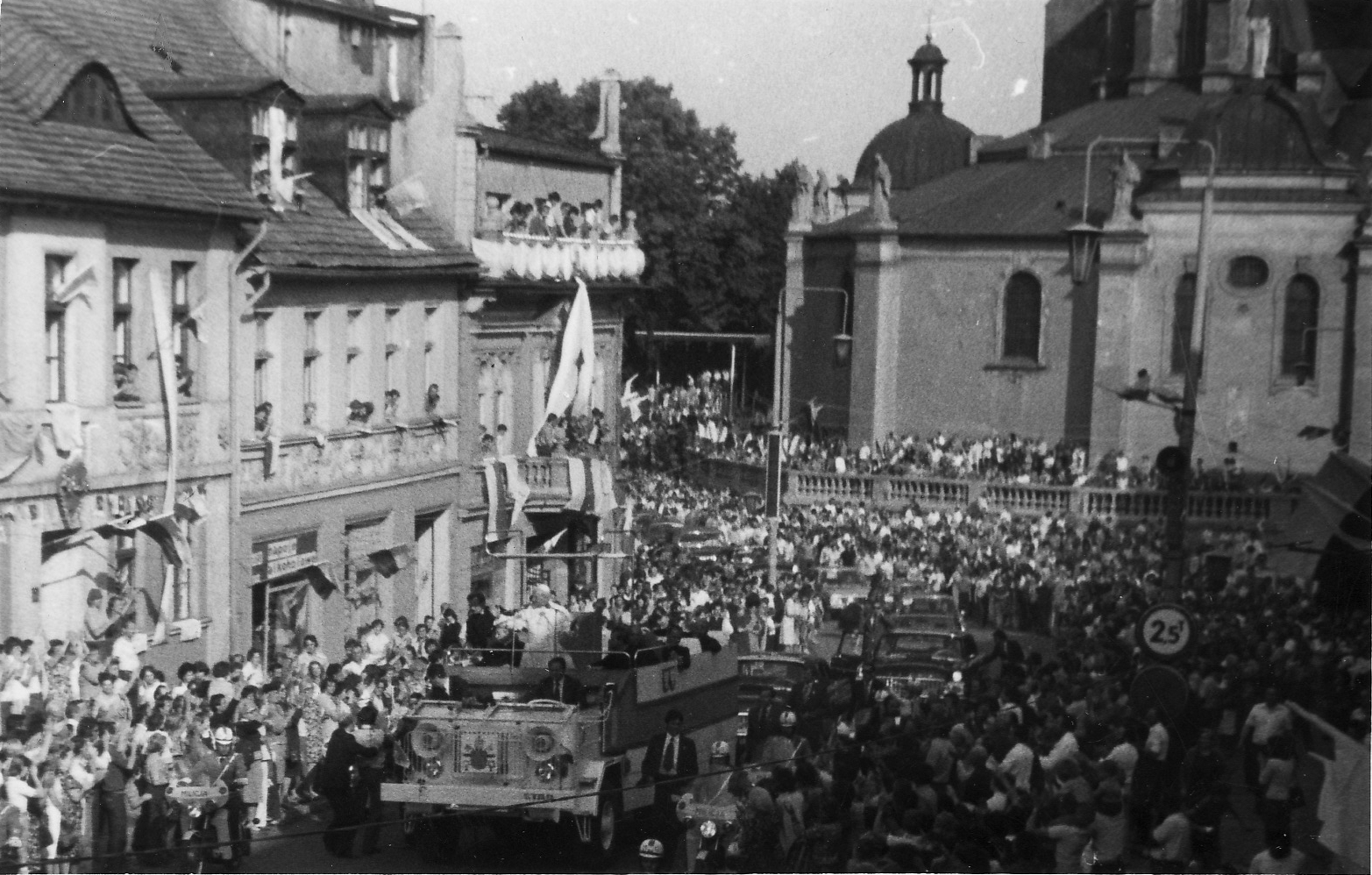
Der erste Besuch in Polen 1979 (Gniezno)

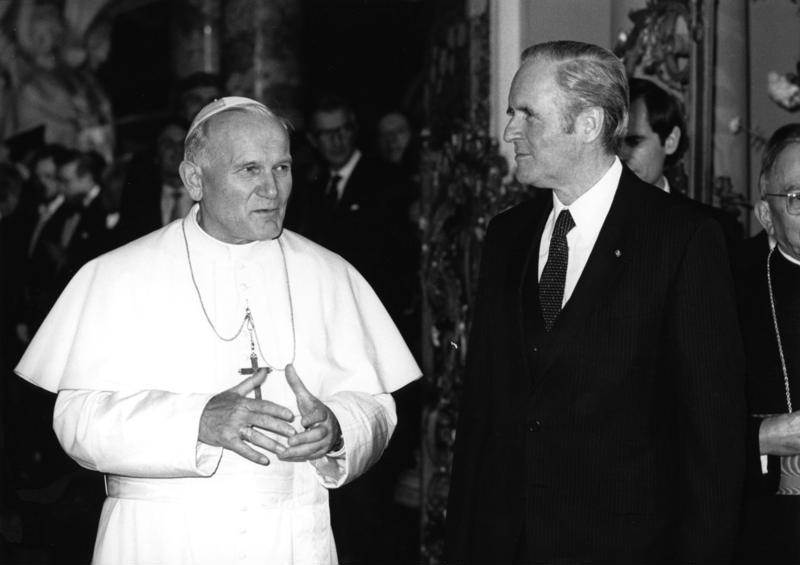
Der deutsche Bundespräsident Karl Carstens empfängt Johannes Paul II. am 15. November 1980 auf Schloss Augustusburg

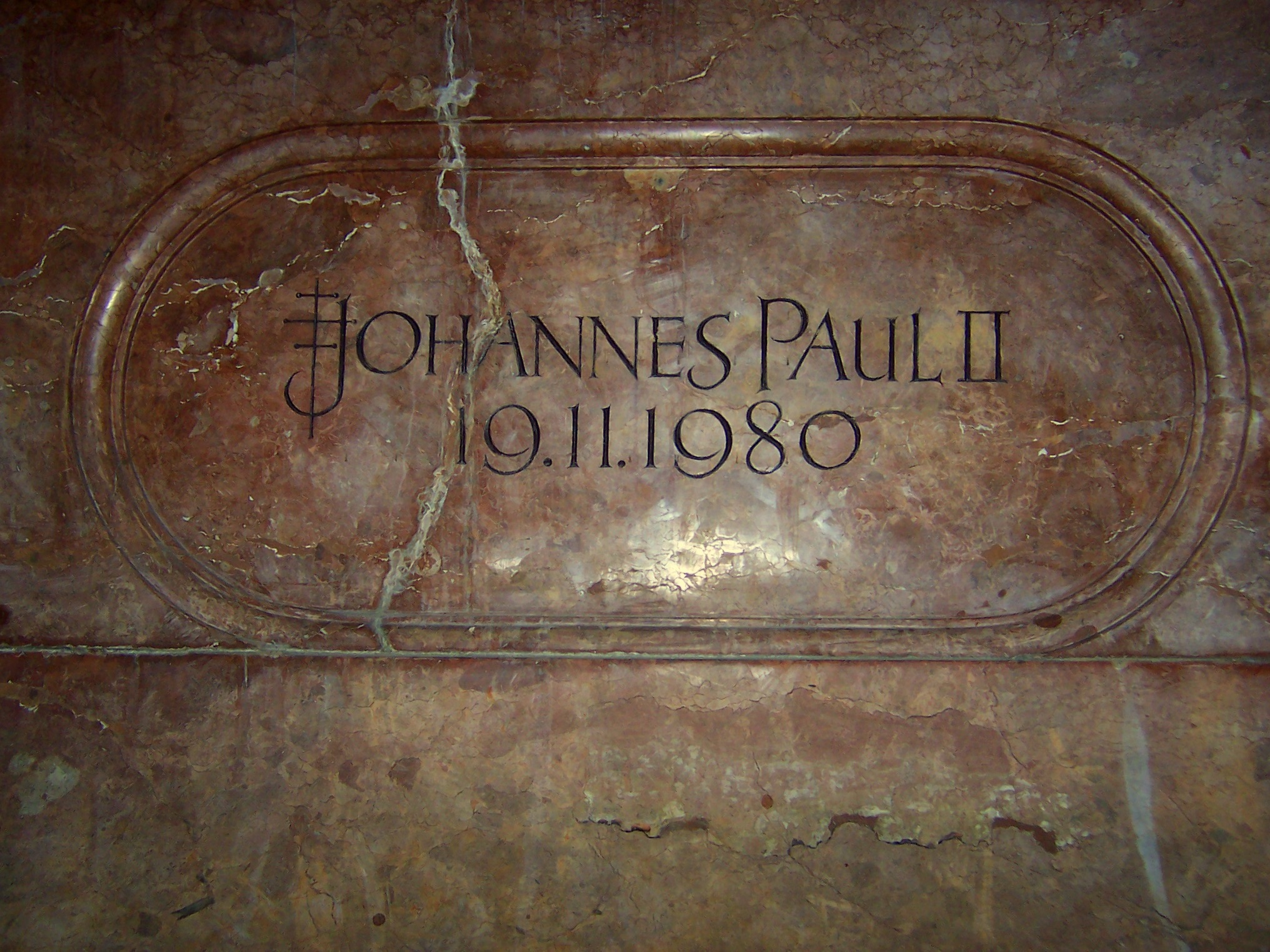
Eingraviertes Besuchsdatum am Marmorsockel der Münchner Mariensäule

### 1979 bis 1985
1. 25. Januar – 1. Februar 1979 – Dominikanische Republik, Mexiko, Bahamas
2. 2. Juni – 10. Juni 1979 – Polen
3. 29. September – 8. Oktober 1979 – Republik Irland, USA
4. 28. November – 30. November 1979 – Türkei
5. 2. Mai – 12. Mai 1980 – Zaire, Kongo, Kenia, Ghana, Burkina Faso, Côte d’Ivoire
6. 30. Mai – 2. Juni 1980 – Frankreich
7. 30. Juni – 12. Juli 1980 – Brasilien
8. 15. November – 19. November 1980 – Deutschland
9. 16. Februar – 27. Februar 1981 – Pakistan, Philippinen, Guam (USA), Japan, USA (nur Anchorage)
10. 12. Februar – 19. Februar 1982 – Nigeria, Benin, Gabun, Äquatorialguinea
11. 12. Mai – 15. Mai 1982 – Portugal
12. 28. Mai – 2. Juni 1982 – Vereinigtes Königreich
13. 10. Juni – 13. Juni 1982 – Rio de Janeiro (Brasilien), Argentinien
14. 15. Juni 1982 – Genf (Schweiz)
15. 29. August 1982 – San Marino
16. 31. Oktober – 9. November 1982 – Spanien
17. 2. März – 10. März 1983 – Lissabon (Portugal), Costa Rica, Nicaragua, Honduras, Panama, El Salvador, Guatemala, Belize, Haiti
18. 16. Juni – 23. Juni 1983 – Polen
19. 14. August – 15. August 1983 – Lourdes (Frankreich)
20. 10. September – 13. September 1983 – Österreich
21. 2. Mai – 12. Mai 1984 – USA (nur Fairbanks, Alaska), Südkorea, Papua-Neuguinea, Salomonen, Thailand
22. 12. Juni – 17. Juni 1984 – Schweiz
23. 9. September – 21. September 1984 – Kanada
24. 10. Oktober – 13. Oktober 1984 – Saragossa (Spanien), Santo Domingo (Dominikanische Republik), San Juan (Puerto Rico)
25. 26. Januar – 6. Februar 1985 – Peru, Ecuador, Venezuela, Trinidad und Tobago
26. 11. Mai – 21. Mai 1985 – Niederlande, Luxemburg, Belgien
27. 8. August – 19. August 1985 – Togo, Côte d’Ivoire, Kamerun, Zentralafrikanische Republik, Zaire, Kenia, Marokko
28. 8. September 1985 – Kloten (Schweiz), Liechtenstein

### 1986 bis 1990
1. 31. Januar – 11. Februar 1986 – Indien
2. 1. Juli – 8. Juli 1986 – St. Lucia, Kolumbien
3. 4. Oktober – 7. Oktober 1986 – Frankreich
4. 18. November – 1. Dezember 1986 – Bangladesch, Singapur, Fidschi, Neuseeland, Australien, Seychellen
5. 31. März – 13. April 1987 – Chile, Uruguay, Argentinien

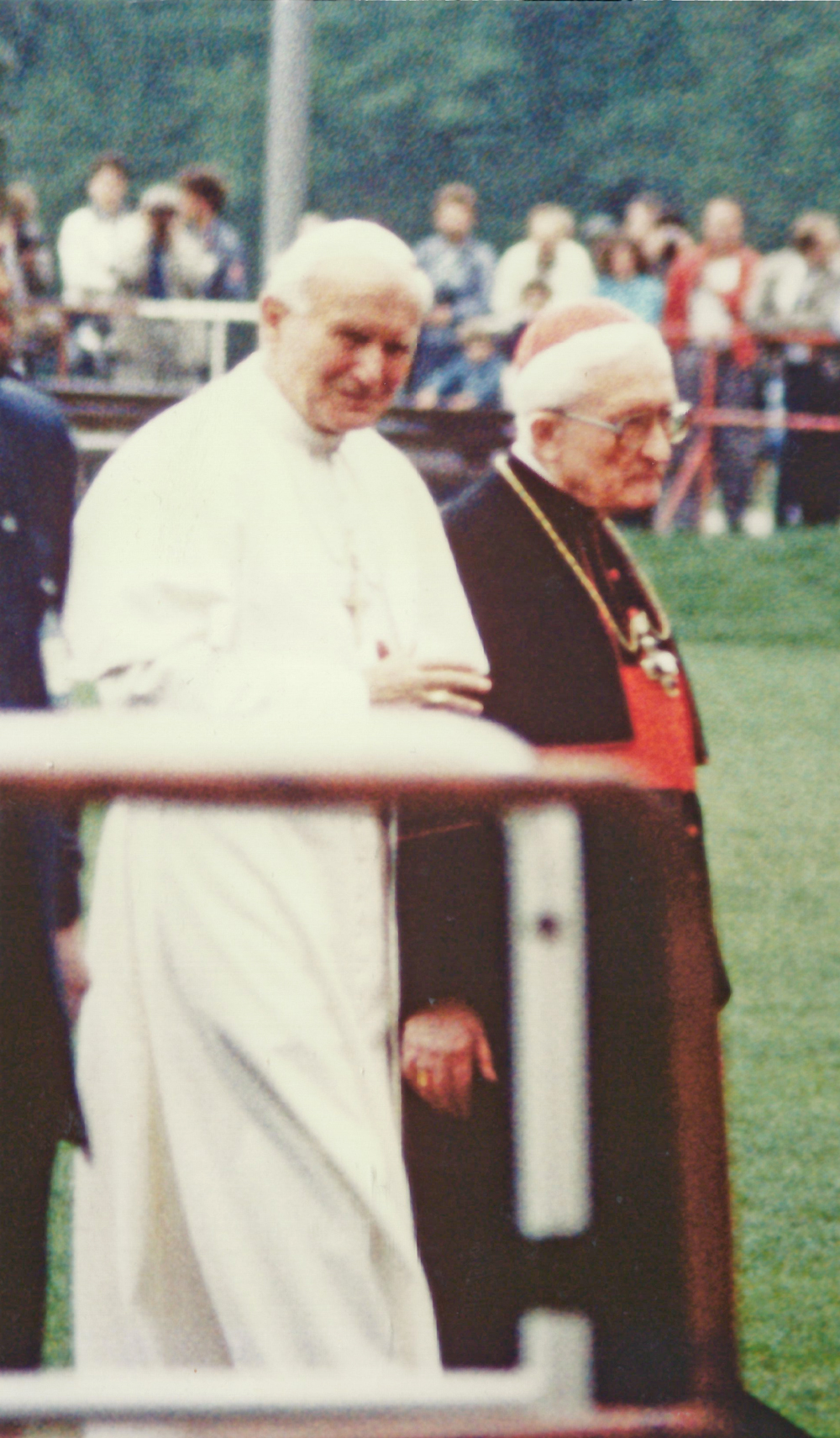
Johannes Paul II. mit Joseph Kardinal Höffner im Müngersdorfer Stadion in Köln

6. Johannes Paul II. mit Joseph Kardinal Höffner im Müngersdorfer Stadion in Köln30. April – 4. Mai 1987 – Deutschland
7. 8. Juni – 14. Juni 1987 – Polen
8. 10. September – 21. September 1987 – USA (einschließlich New Orleans und Detroit), Fort Simpson (Kanada)
9. 7. Mai – 18. Mai 1988 – Uruguay, Bolivien, Lima (Peru), Paraguay, Curaçao
10. 23. Juni – 27. Juni 1988 – Österreich
11. 10. September – 19. September 1988 – Simbabwe, Botswana, Lesotho, Swasiland, Mosambik
12. 8. Oktober – 11. Oktober 1988 – Frankreich
13. 28. April – 6. Mai 1989 – Madagaskar, Réunion (Frankreich), Sambia, Malawi
14. 1. Juni – 10. Juni 1989 – Norwegen, Island, Finnland, Dänemark, Schweden
15. 19. August – 21. August 1989 – Santiago de Compostela und Asturien (jeweils Spanien)
16. 6. Oktober – 16. Oktober 1989 – Seoul (Südkorea), Indonesien, Osttimor, Mauritius
17. 25. Januar – 1. Februar 1990 – Kap Verde, Guinea-Bissau, Mali, Burkina Faso, Tschad
18. 21. April – 22. April 1990 – Tschechoslowakei
19. 6. Mai – 14. Mai 1990 – Mexiko, Curaçao
20. 25. Mai – 27. Mai 1990 – Malta
21. 1. September – 10. September 1990 – Luqa (Malta), Tansania, Burundi, Ruanda, Yamoussoukro (Côte d’Ivoire)

### 1991 bis 1995
1. 5. Mai – 13. Mai 1991 – Portugal
2. 1. Juni – 9. Juni 1991 – Polen
3. 13. August – 20. August 1991 – Tschenstochau (Polen), Ungarn
4. 12. Oktober – 21. Oktober 1991 – Brasilien
5. 19. Februar – 26. Februar 1992 – Senegal, Gambia, Guinea
6. 4. Juni – 10. Juni 1992 – Angola, São Tomé und Príncipe
7. 9. Oktober – 14. Oktober 1992 – Dominikanische Republik
8. 3. Februar – 10. Februar 1993 – Benin, Uganda, Khartum (Sudan)
9. 25. April 1993 – Albanien
10. 12. Juni – 17. Juni 1993 – Spanien
11. 9. August – 16. August 1993 – Jamaika, Mérida (Mexiko), Denver (USA)
12. 4. September – 10. September 1993 – Litauen, Lettland, Estland
13. 10. September – 11. September 1994 – Zagreb (Kroatien)
14. 11. Januar – 21. Januar 1995 – Manila (Philippinen), Port Moresby (Papua-Neuguinea), Sydney (Australien), Colombo (Sri Lanka)
15. 20. Mai – 22. Mai 1995 – Tschechien, Polen
16. 3. Juni – 4. Juni 1995 – Belgien
17. 30. Juni – 3. Juli 1995 – Slowakei
18. 14. September – 20. September 1995 – Yaoundé (Kamerun), Johannesburg (Südafrika), Nairobi (Kenia)
19. 4. Oktober – 9. Oktober 1995 – Newark, East Rutherford, New York, Vereinte Nationen, Yonkers, Baltimore (alle USA)

### 1996 bis 1999

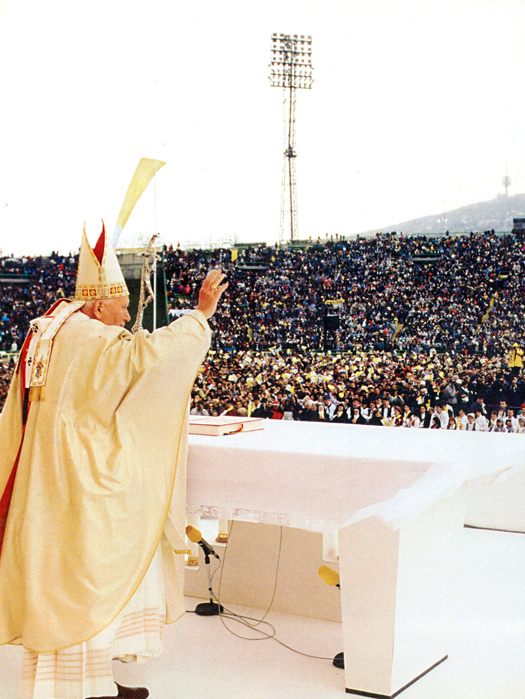
Besuch in Sarajevo 1997

1. 5. Februar – 12. Februar 1996 – Guatemala, Nicaragua, El Salvador, Venezuela
2. 14. April 1996 – Tunesien
3. 17. Mai – 19. Mai 1996 – Slowenien
4. 21. Juni – 23. Juni 1996 – Deutschland (Bad Lippspringe/Paderborn und Berlin)
5. 6. September – 7. September 1996 – Ungarn
6. 19. September – 22. September 1996 – Frankreich
7. 12. April – 13. April 1997 – Sarajewo (Bosnien und Herzegowina)
8. 25. April – 27. April 1997 – Tschechien
9. 10. Mai – 11. Mai 1997 – Beirut (Libanon)
10. 31. Mai – 10. Juni 1997 – Polen
11. 21. August – 24. August 1997 – Paris (Frankreich)
12. 2. Oktober – 6. Oktober 1997 – Rio de Janeiro (Brasilien)
13. 21. Januar – 26. Januar 1998 – Kuba
14. 21. März – 23. März 1998 – Nigeria
15. 19. Juni – 21. Juni 1998 – Österreich
16. 2. Oktober – 4. Oktober 1998 – Kroatien
17. 22. Januar – 28. Januar 1999 – St. Louis (USA), Mexiko
18. 7. Mai – 9. Mai 1999 – Rumänien
19. 5. Juni – 17. Juni 1999 – Polen
20. 19. September 1999 – Slowenien
21. 5. November – 9. November 1999 – Neu-Delhi (Indien), Georgien

### 2000 bis 2004
1. 24. Februar – 26. Februar 2000 – Berg Sinai (Ägypten)
2. 20. März – 26. März 2000 – Jordanien, Westjordanland, Israel
3. 12. Mai – 13. Mai 2000 – Fátima (Portugal)
4. 5. Mai – 9. Mai 2001 – Malta, Griechenland, Syrien; Seligsprechung von Ignatius Falzon, Georg Preca und Maria Adeodata Pisani
5. 23. Juni – 27. Juni 2001 – Ukraine, einschließlich Babi Jar, wo viele Juden im Holocaust ermordet wurden
6. 22. September – 27. September 2001 – Kasachstan, Armenien
7. 22. Mai – 26. Mai 2002 – Aserbaidschan, Bulgarien
8. 23. Juli – 2. August 2002 – Kanada, Guatemala (einschließlich Antigua), Mexiko
9. 18. August – 19. August 2002 – Polen
10. 3. Mai – 4. Mai 2003 – Spanien
11. 5. Juni – 9. Juni 2003 – Kroatien
12. 22. Juni 2003 – Bosnien und Herzegowina
13. 11. September – 14. September 2003 – Slowakei; Seligsprechung von Sr. Zdenka Schelingová
14. 5. Juni 2004 – Bern (Schweiz)
15. 14. August – 15. August 2004 – Lourdes (Frankreich)